# Securidaca elliptica
Securidaca elliptica är en jungfrulinsväxtart som beskrevs av Porphir Kiril Nicolai Stepanowitsch Turczaninow. Securidaca elliptica ingår i släktet Securidaca och familjen jungfrulinsväxter. Inga underarter finns listade i Catalogue of Life.